# آدم ماسينا
آدم ماسينا (بالإيطالية: Adam Masina)‏ (مواليد 2 يناير 1994) هو لاعب كرة قدم مغربي، يلعب في مركز الظهير الأيسر، مع نادي تورينو في الدوري الإيطالي، ومع المنتخب المغربي.

## الإنجازات

### فردية
- أفضل لاعب في الدوري الإيطالي الدرجة الثانية: 2015[5]
- فريق العام في دوري البطولة الإنجليزية: 2021[6]

## وصلات خارجية
- أدم ماسينا على موقع قاعدة بيانات كرة القدم.إي يو (الإنجليزية)
- أدم ماسينا على موقع ناشيونال فوتبول تيمز (الإنجليزية)
- أدم ماسينا على موقع Soccerbase.com (لاعب) (الإنجليزية)
- أدم ماسينا على موقع Soccerway.com (الإنجليزية)
- أدم ماسينا على موقع عالم كرة القدم.نت (الإنجليزية)
- أدم ماسينا على موقع AS.com (الإسبانية)